# Port d'Abidjan
Le port d'Abidjan est un port autonome ivoirien de commerce et de pêche. Situé sur les côtes de Treichville (Abidjan sud) en Côte d'Ivoire, il est le plus important port d'Afrique de l'Ouest et le deuxième de toute l'Afrique après celui de Durban, devant le port de Lagos et le port de Dakar. 
Le Port autonome d'Abidjan représente 85 % des échanges commerciaux du pays,75 % des recettes douanières et 50 % du tissu industriel du pays.
Il est le point d'entrée de plusieurs pays enclavés de l'Afrique de l'Ouest : Mali, Niger et Burkina Faso.
Il abrite différents activités et services, des usines, des sites de raffinage liés à des entreprises du domaine, etc.

## Histoire

### Avant le port

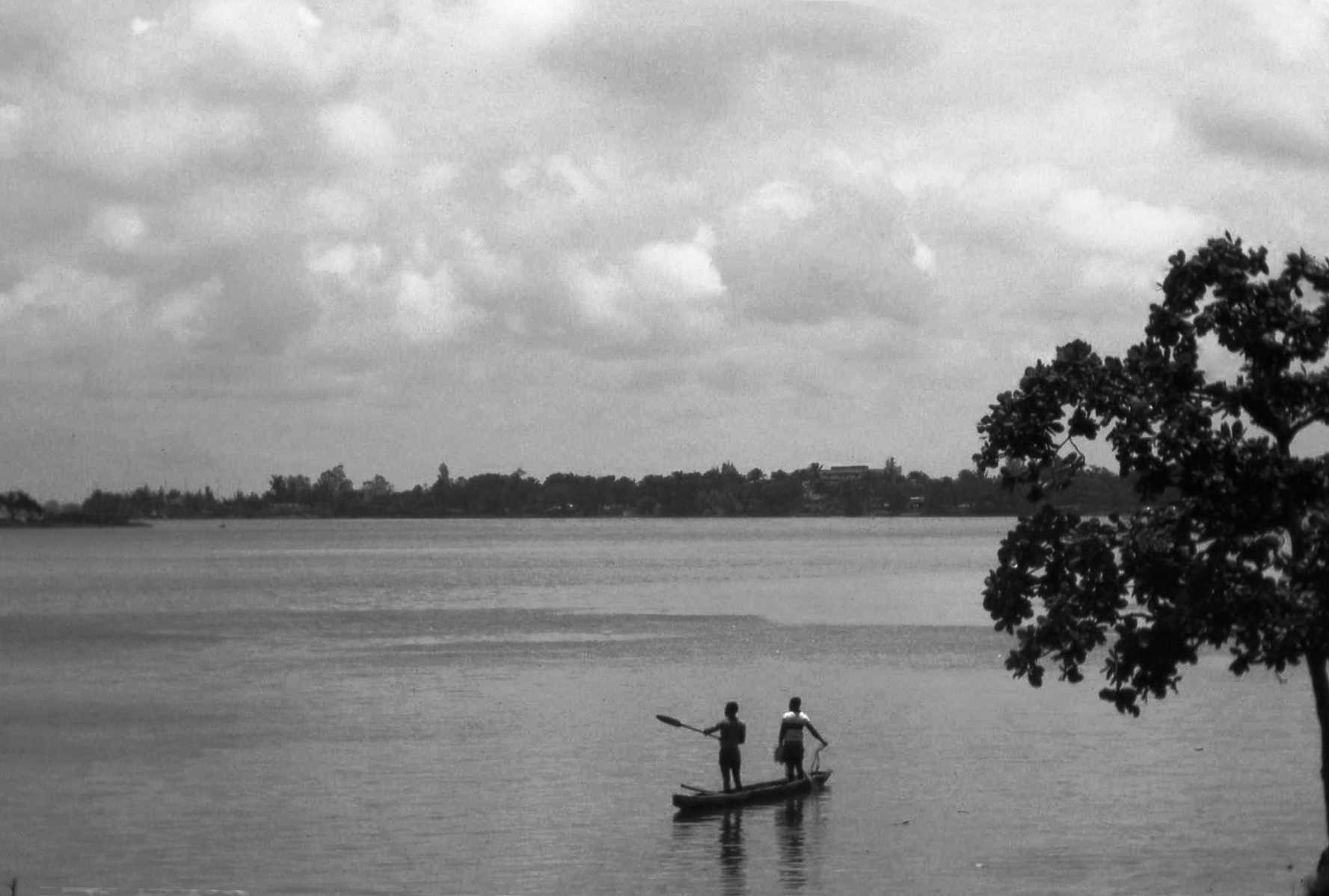
Piroguiers près d'Abidjan.

Dès le XVe siècle, le littoral ivoirien est un centre d’importants échanges commerciaux. Sa côte sableuse et rectiligne est soumise à la barre, phénomène de déferlement de la houle se formant à une distance de 80 à 100 mètres et qui, se brisant sur le rivage, rend les côtes particulièrement difficiles d'accès. Pendant très longtemps, tout le trafic maritime de la Côte d'Ivoire s’effectue ainsi via des rades foraines, c'est-à-dire des lieux d'ancrage mal fermés, ouverts aux vents de la mer, situées aux débouchés en mer des lagunes d'Assinie, de Grand-Bassam, de Grand-Lahou, de Makey, de la Lagune Tiagba avec la rivière Go, de Sassandra et de San-Pédro.
En 1897 est envisagée la construction de wharfs qui offraient plus de sécurité. Le premier wharf est construit à Grand-Bassam en 1897, puis un autre à Grand-Bassam plus long et plus large en raison de l’augmentation du trafic, qui est mis en service en 1923. Ensuite, un troisième wharf est construit à Port-Bouët en 1931.
Enfin, en 1951 est mis en service un wharf à Sassandra.

### Fondation du port

Logotype de la société du port autonome d'Abidjan.

#### Choix de l'emplacement
La création d’un véritable port en eau profonde étant devenue indispensable en raison de la croissance rapide du volume des échanges et de la nécessité de manutentionner des charges unitaires indivisibles de plus en plus lourdes. Dès 1892 sont entreprises les études nécessaires à la détermination d'un site précis susceptible d’accueillir les futures infrastructures. C'est ainsi que Grand-Lahou, Grand-Bassam, Sassandra et Bingerville furent étudiés. 
En 1898, une mission française est envoyée en Côte d'Ivoire (comprenant notamment le capitaine Houdaille, le capitaine Thomasset, le capitaine Crosson-Duplessis) en vue de la future création d'un chemin de fer et d'un port. L'existence du canyon est prise en compte (autrefois appelé trou sans fond). Cette mission met notamment en évidence le fait que le plus court chemin entre Bamako et l’océan Atlantique passe par Abidjan et non par Dakar (comme on l’imaginait jusque-là). Elle relève également divers autres facteurs techniques, géographiques et économiques favorables et propose formellement Abidjan pour accueillir le port et constituer ainsi la tête de ligne du chemin de fer qui sera baptisé « Abidjan-Niger » (RAN).
Dans un premier temps, le choix se porte sur le site de Port-Bouët mais, dès le commencement de la construction (1906-1907), on s'aperçoit que les ouvrages de protection du débouché en mer et les appointements annexes sont engloutis par de vastes effondrements vers le canyon. En 1935, on décide donc de construire le canal de Vridi (projet établi par l'ingénieur Roger Pelnard et considère après essais sur modèle réduit, au laboratoire de Delft (Pays-Bas) - le projet est soutenue par Wattier). La construction est confiée à l'Entreprise de construction du Port d’Abidjan (CPA) dès 1938. Ces travaux terminent en 1950 mettant enfin en communication la Lagune Ébrié avec la mer grâce à un canal de 2700 m de long sur 370 m de large avec une profondeur de 13,50 m (le 23 juillet 1950). Avec l’ouverture à la navigation du canal de Vridi, le Port d’Abidjan naît.
Le 5 février 1951  le Port d’Abidjan est officiellement inauguré par le président de l'Assemblée territoriale ouest-africaine l'Ivoirien Victor Capri Djédjé, et le ministre de la France d'Outre-Mer François Mitterrand en présence de l'honorable médecin et chef du village de N'Gokro Félix Houphouët-Boigny.

### Evolution en port autonome
Le Port d’Abidjan a d'abord fonctionné comme un Service Spécial Maritime dépendant de la Direction Générale des Travaux Publics.
En 1960, il est érigé en établissement public doté de la personnalité morale.
En 1970, il devient Port Autonome d’Abidjan (PAA), un établissement public à caractère industriel et commercial (EPIC) doté de la personnalité morale et de l’autonomie financière.
En février 2021, une saisie de 1,56 tonne de cocaïne est partiellement détournée par le commandant de la cellule antidrogue du port autonome d’Abidjan, Armand Agnin Angbonon, son frère et un autre officier de gendarmerie. Les trois hommes, ainsi qu'un indicateur, sont condamnés à 5 ans de prison ferme en 2025.

## Organisation
Le Port Autonome d'Abidjan est un établissement public de l'État ivoirien qui exerce conjointement des missions de service public administratif et des missions de service public à caractère industriel et commercial. Il est géré comme un établissement public à caractère industriel et commercial et est chargé d'exploiter, de gérer et de promouvoir les installations portuaires d'Abidjan à Treichville.
Le directeur général du PAA est Hien Sié. 

## Trafic et concurrents
En 2021, le trafic global des marchandises est de 28,3 millions de tonnes, en hausse de 11,7 % par rapport à l'année précédente. L'immense majorité de ces marchandises sont destinées à la Côte d'Ivoire elle-même.
Le nombre de conteneurs traités a été d'environ 800 000 en 2020.
Les deux concurrents du port d'Abidjan sont ceux de Lomé (Togo), premier port de transbordement ouest-africain, et de Téma (Ghana).
On trouve au PAA de grands groupes mondiaux. Les entreprises leaders sont SDV-SAGA (qui emploie plus de 4 000 personnes), SETV (Société d'Exploitation du Terminal de Vridi), Sitarail et SIMAT.
Le port déclaré sûr et conforme au code ISPS possède des équipements modernes.
Grâce au canal de Vridi d'une profondeur de 13,5 mètres, les bateaux à grand tirant d'eau peuvent accoster dans ce port en eau profonde.
En 2023, le port d'Abidjan atteint un trafic global de 34,7 millions de tonnes de marchandises. Le trafic national de cette année est de 27,6 millions de tonnes. Quant au trafic transbordement, il enregistre 1007,3% par rapport à l'année 2022, passant de 378409 tonnes à 4190020 tonnes. Le trafic conteneur est de 1238195 EVP en 2023.

### Port de pêche
Le PAA est le premier producteur de thon en conserve d'Afrique. Le port abrite en son sein des entreprises transformatrices. Le groupe OMKA gère deux d'entre elles : Scodi et Pêche&Froid.

## Infrastructures
Le PAA dispose de deux terminaux à conteneurs, dont un mis en service en 2021, équipé de six portiques et 36 cavaliers électriques. Chacun de ces terminaux a une capacité affichée d'1,5 million d'EVP. Ce deuxième terminal bénéficie d'un linéaire de quai de 1 100 mètres et d'un tirant d'eau de 18 mètres, suffisant pour accueillir les plus grands porte-conteneurs actuellement en service et qui en fait le port le plus profond d'Afrique de l'Ouest.
Le port d’Abidjan, accolé à la capitale économique ivoirienne, est freiné physiquement dans son développement par la proximité de la ville.

### Travaux
Cette dynamique essentielle pour l'économie du pays permet d'engager des futurs travaux : 
- Constructions de plusieurs infrastructures importantes :
  - Ouvrages de franchissement
  - Plateformes logistiques
  - Nouveaux entrepôts et terminaux
- Création de zone franche industrielle et commerciale

2019 : inauguration du canal de Vridi en février à la suite d'importants travaux d'élargissement et d'approfondissement d'un coût global de 229 M d'euros. Elle permet d'accueillir des navires d'un tirant d'eau de 16 m et d'une capacité de 10 000 conteneurs.
2021 : inauguration du terminal roulier
2021 : nouveau terminal céréalier courant janvier.

### Entreprises
- SDV-SAGA : il assure le transit maritime et aérien, le groupage ferroviaire et routier, la manutention, l'entreposage etc. SDV-SAGA manutention a géré 5 830 000 tonnes de marchandises en 2006
- SETV : terminal à conteneur du PAA, Équipé de 5 quais pourvus de 4 portiques de quai, de 2 grues mobiles et de 8 Rtg (portiques de parc); le terminal de Vridi gère un trafic de 440 000 teus en 2006
- Sitarail : il exploite la ligne de chemin de fer qui relie la Côte d'Ivoire au Burkina Faso. Un vecteur de désenclavement essentiel pour les voisins de la sous région : 1 million de tonnes de marchandises ont ainsi convoyées en 2006.

## Scandale et polémique

### Détournement de cocaïne
L'ancien chef de la cellule antidrogue du port d'Abidjan, le commandant Armand Agnin Angbonon et deux autres officiers, ont sont condamnés le 5 mars 2025 à cinq ans de prison pour détournement de cocaïne. L'affaire débute en juillet 2022 avec l'arrestation d'un informateur qui révèle que des gendarmes détournaient des saisies de drogue. Les enquêtes montrent que le commandant et ses complices avaient détourné une partie d'une saisie record de 1,56 tonne de cocaïne brute, effectuée en février 2021. Cette saisie était estimée à 25 milliards de francs CFA. Le procès a également abouti à la relaxe de six autres gendarmes, le tribunal estimant qu'ils n'avaient fait qu'exécuter les ordres de leurs supérieurs.

### Affaire du Zimrida
L'affaire du Zimrida commence en fin décembre 2024 lorsque Jean Christian Konan lance l'alerte sur sa page  Facebook de la présence dans les eaux ivoiriennes d'un navire transportant une cargaison de 20000 tonnes de nitrate d'ammonium. Sur les réseaux sociaux, l'annonce fait un grand bruit. En effet, la cargaison est qualifiée de « bombe flottante » par certains de médias.
Le 4 janvier 2025, le port d'Abidjan produit un communiqué où il indique que le Zimrida transport bien du nitrate d'ammonium mais il est utilisé comme fertilisant dans l'agriculture dont seulement 3000 tonnes doivent être débarquées à Abidjan. Le communiqué indique également que le Zimrida restera en rade extérieure et qu'une réunion sera organisée le 6 janvier 2025 avec les ministères concernés, les Douanes, le propriétaire de la marchandise et le transporteur afin d'évaluer le risque et de décider du sort du navire.
Au terme de la réunion du 6 janvier 2025, il ressort que le navire ne représente « aucun danger pour les installations portuaires, encore moins pour les populations ». En conséquence, le navire reçoit l'autorisation d'accoster. Le port d'Abidjan explique dans son communiqué que la cargaison de 20000 tonnes de nitrate d'ammonium, initialement chargée sur le navire Ruby battant pavillon maltais vient de Russie. Après une avarie du Ruby en mer de Norvège, sa cargaison est transmis sur le Zimrida, battant pavillon de la Barbade. Le navire a alors quitté le port britannique de Great Yarmouth le 16 décembre 2024. Il fait ensuite plusieurs escales dans des ports, notamment en Algérie, avant d'être accepté au Royaume-Uni. Il arrive aux larges de la Côte d'Ivoire le 30 décembre 2024.
Ainsi, le 7 janvier 2025, le Zimrida accoste au quai 5 du port d'Abidjan. Les autorités effectuent une visite d'inspection avec la presse. Les journalistes ont ainsi vu et photographié la cargaison du navire. 7654 tonnes de marchandises sont destinées à un groupe minier en Côte d'Ivoire et le reste serait acheminé vers l'Angola et la Tanzanie.